# Distretto di Bešankovičy
Il distretto di Bešankovičy (in bielorusso Бешанковіцкі раён?) è un distretto (raën) della Bielorussia appartenente alla regione di Vicebsk.